# Williams College
Williams College is een particuliere universiteit in Williamstown (Massachusetts) in de Verenigde Staten. De hoofdcampus omvat meer dan 100 academische, sport- en verblijfsgebouwen. De universiteit telt 360 hoogleraren en docenten en de student-docentratio is 6:1. In 2022 telde de school 2.021 undergraduate-studenten en vijftig graduate-studenten. Het vermogen van de instelling bedroeg dat jaar 3,2 miljard Amerikaanse dollar.
In 2024 accepteerde de universiteit 7,5% van de aangemelde kandidaten, 65% procent van de toegelaten studenten was de beste van de klas in het laatste leerjaar van de middelbare school.
In 2010, 2011 en 2014 werd Williams College door Forbes gerangschikt als beste universiteit voor hoger onderwijs in de Verenigde Staten, ze liet in deze lijst alle Amerikaanse topuniversiteiten achter zich. In 2023 stond Williams College op de achtste plaats in deze ranglijst.
In 2020 werd de universiteit voor het 18e jaar achtereen op de U.S. News & World Report 'Best Colleges' ranglijst gerangschikt als beste liberal arts college van Amerika.
Williams College heeft sinds ca 1984 een band met de Universiteit van Oxford. Studenten van Williams krijgen de mogelijkheid om hun derde studiejaar aan de Britse instelling door te brengen, waarna ze terugkeren naar de Verenigde Staten om hun laatste jaar af te ronden.
Opmerkelijke alumni omvatten een president van de Verenigde Staten, twee Nobelprijswinnaars en een Fields-medaillewinnaar.